# Juan José Aquerreta
Juan José Aquerreta Maestu (nacido en 1946 en Pamplona, Comunidad Foral de Navarra, España) es un pintor y escultor español.

## Carrera
Entre 1962 y 1964 Aquerreta entró en el mundo del arte cursando sus estudios de dibujo y pintura en la Escuela de Artes y Oficios de Pamplona. Tras dos años, en 1966, Aquerreta se instala en la Escuela de Bellas Artes de San Fernando de Madrid y desde 1983 imparte clases de dibujo en la escuela donde inició sus estudios sobre estas dos materias.
Entre sus numerosas obras, las más recientes son Últimamente (2009) en la galería Marlborough Madrid y Contratiempo (2008), Sala de Arte Robayera, Miengo, Cantabria. Entre sus exposiciones individuales cabe destacar las de la Galería Sen de Madrid (1973), Galería 16 San Sebastián (1984) y las de la Galería Gamarra y Garriges de Madrid (1995).
En el año 2001, Aquerreta recibió el Premio Nacional de Artes Plásticas, concedido por el Ministerio de Cultura de España.

## Becas y premios
- 1966 - Beca de la Diputación Foral de Navarra.
- 1967 - Premio Extraordinario de Pintura Moreno Higueras, en clase de Antonio López.
- 1967 - Segundo Premio en el III Gran Premio Internacional de Pintura Vasca, San Sebastián.
- 1972 - Segundo Premio, Ciudad de Pamplona, Ayuntamiento de Pamplona.
- 1973 - VI Gran Premio Internacional de Pintura Vasca, San Sebastián.
- 1983 - Segundo Premio del Concurso Internacional de Arte Contemporáneo, Diputación Foral de    Navarra.
- 2000 - XXXIV Prix International d'Art Contemporain de Monte-Carlo, Fondation Prince Pierre de Monaco.
- 2001 - Gran Prix de S.A.S. Le Prince Rainier III.
- 2001 - Premio Nacional de Artes Plásticas, concedido por el Ministerio de Cultura de España.
- 2003 - Premio Príncipe de Viana de la Cultura, Consejo Navarro de Cultura.
- 2005 - Premio Tomás Caballero.